# Натан Акерман
Натан Акерман (на английски: Nathan W. Ackerman) е американски психиатър, психоаналитик и един от най-важните пионери в полето на фамилната терапия.

## Биография
Роден е на 22 ноември 1908 година в Бесарабия, Молдова. Получава медицинската си степен от Колумбийския университет през 1933 г. Той приема поста главен психиатър в клиниката на Менингер през 1937 г. През 1957 основава Семейна клиника за душевно здраве в Ню Йорк и Семеен институт през 1960, който по-късно е преименуван на Институт Акерман след неговата смърт в Ню Йорк през 1971 г. През 1962 той става съосновател на първия журнал за фамилна терапия „Семеен процес“ с Доналд Джаксън и Джей Халей.
Акерман е един от първите клиницисти, които се опитват да интегрират прозренията на индивидуалната психотерапия с тогава новите идеи от системната теория. Той е най-добре познат с приноса си за развитието на психодинамичния подход във фамилната терапия.
Умира на 12 юни 1971 година в Ню Йорк на 62-годишна възраст.